# Thuận Hưng (phường)
Thuận Hưng là một phường thuộc thành phố Cần Thơ, Việt Nam.

## Địa lý
Phường Thuận Hưng có vị trí địa lý:
- Phía đông giáp phường Tân Lộc
- Phía tây giáp phường Trung Nhứt và xã Trung Hưng
- Phía nam giáp phường Thới Long
- Phía bắc giáp phường Thốt Nốt.

Phường Thuận Hưng có diện tích 31,13 km², dân số năm 2024 là 56.878 người, mật độ dân số đạt 1.827 người/km².

## Lịch sử
Ngày 20 tháng 9 năm 1975, Bộ Chính trị ban hành Nghị quyết số 245-NQ/TW về việc hợp nhất tỉnh Cần Thơ (ngoại trừ huyện Thốt Nốt), tỉnh Sóc Trăng, tỉnh Trà Vinh, tỉnh Vĩnh Long thành một tỉnh, tên gọi tỉnh mới cùng với nơi đặt tỉnh lỵ sẽ do địa phương đề nghị lên.
Ngày 20 tháng 12 năm 1975, Bộ Chính trị ban hành Nghị quyết số 19/NQ về việc hợp nhất tỉnh Cần Thơ (bao gồm cả huyện Thốt Nốt của tỉnh Long Xuyên), tỉnh Sóc Trăng thành một tỉnh mới, tên gọi tỉnh mới cùng với nơi đặt tỉnh lỵ sẽ do địa phương đề nghị lên.
Ngày 24 tháng 2 năm 1976, Chính phủ Cách mạng lâm thời Cộng hòa miền Nam Việt Nam ban hành Nghị định số 3/NQ/1976 về việc hợp nhất tỉnh Cần Thơ, tỉnh Sóc Trăng và thành phố Cần Thơ thành một tỉnh mới, lấy tên là tỉnh Hậu Giang.
Ngày 26 tháng 12 năm 1991, Quốc hội ban hành Nghị quyết về việc chia tỉnh Hậu Giang thành tỉnh Cần Thơ và tỉnh Sóc Trăng.
Ngày 26 tháng 11 năm 2003, Quốc hội ban hành Nghị quyết số 22/2003/QH11 về việc chia tỉnh Cần Thơ thành thành phố Cần Thơ trực thuộc trung ương và tỉnh Hậu Giang.
Ngày 2 tháng 1 năm 2004, Chính phủ ban hành Nghị định số 05/2004/NĐ-CP về việc:
- Thành lập huyện Thốt Nốt thuộc thành phố Cần Thơ.
- Xã Thuận Hưng và xã Trung Kiên thuộc huyện Thốt Nốt.

Ngày 23 tháng 12 năm 2008, Chính phủ ban hành Nghị định số 12/NĐ-CP về việc:
- Thành lập quận Thốt Nốt thuộc thành phố Cần Thơ.
- Thành lập phường Thốt Nốt thuộc quận Thốt Nốt trên cơ sở toàn bộ 575,48 ha diện tích tự nhiên và 23.266 nhân khẩu của thị trấn Thốt Nốt.
- Thành lập phường Thuận Hưng thuộc quận Thốt Nốt trên cơ sở toàn bộ 1.385,39 ha diện tích tự nhiên và 18.290 nhân khẩu của xã Thuận Hưng.
- Thành lập phường Trung Kiên thuộc quận Thốt Nốt trên cơ sở toàn bộ 1.416,37 ha diện tích tự nhiên và 28.105 nhân khẩu của xã Trung Kiên.

Ngày 12 tháng 6 năm 2025, Quốc hội ban hành Nghị quyết số 202/2025/QH15 về việc sắp xếp đơn vị hành chính cấp tỉnh (nghị quyết có hiệu lực từ ngày 12 tháng 6 năm 2025). Theo đó, sáp nhập tỉnh Hậu Giang và tỉnh Sóc Trăng vào thành phố Cần Thơ.
Ngày 16 tháng 6 năm 2025:
- Quốc hội ban hành Nghị quyết số 203/2025/QH15[11] về việc Sửa đổi, bổ sung một số điều của Hiến pháp nước Cộng hòa xã hội chủ nghĩa Việt Nam. Theo đó, kết thúc hoạt động của đơn vị hành chính cấp huyện trong cả nước từ ngày 1 tháng 7 năm 2025.
- Ủy ban Thường vụ Quốc hội ban hành Nghị quyết số 1668/NQ-UBTVQH15[12] về việc sắp xếp các đơn vị hành chính cấp xã của thành phố Cần Thơ năm 2025 (nghị quyết có hiệu lực từ ngày 16 tháng 6 năm 2025). Theo đó, thành lập phường Thuận Hưng  thuộc thành phố Cần Thơ trên cơ sở toàn bộ 15,05 km² diện tích tự nhiên, quy mô dân số là 23.249 người của phường Thuận Hưng; toàn bộ 15,14 km² diện tích tự nhiên, quy mô dân số là 28.840 người của phường Trung Kiên và điều chỉnh 0,94 km² diện tích tự nhiên, quy mô dân số là 4.789 người của phường Thốt Nốt thuộc  quận Thốt Nốt.

Phường Thuận Hưng có 31,13 km² diện tích tự nhiên và quy mô dân số là 56.878 người.